# Kap Muroto
Das Kap Muroto (japanisch 室戸岬 Muroto-misaki) ist eine Landspitze im Südosten der japanischen Insel Shikoku an der Philippinensee. Es liegt innerhalb des 1964 gegründeten Muroto-Anan-Kaigan-Quasi-Nationalparks in der Präfektur Kōchi. Der nächstgelegene Ort ist einige Kilometer nordwestlich die etwa 11.000 Einwohner zählende Küstenstadt Muroto. Das Kap wurde am 27. Juni 1928 als nationaler Landschaftlich Schöner Ort ausgewiesen.

## Geologie

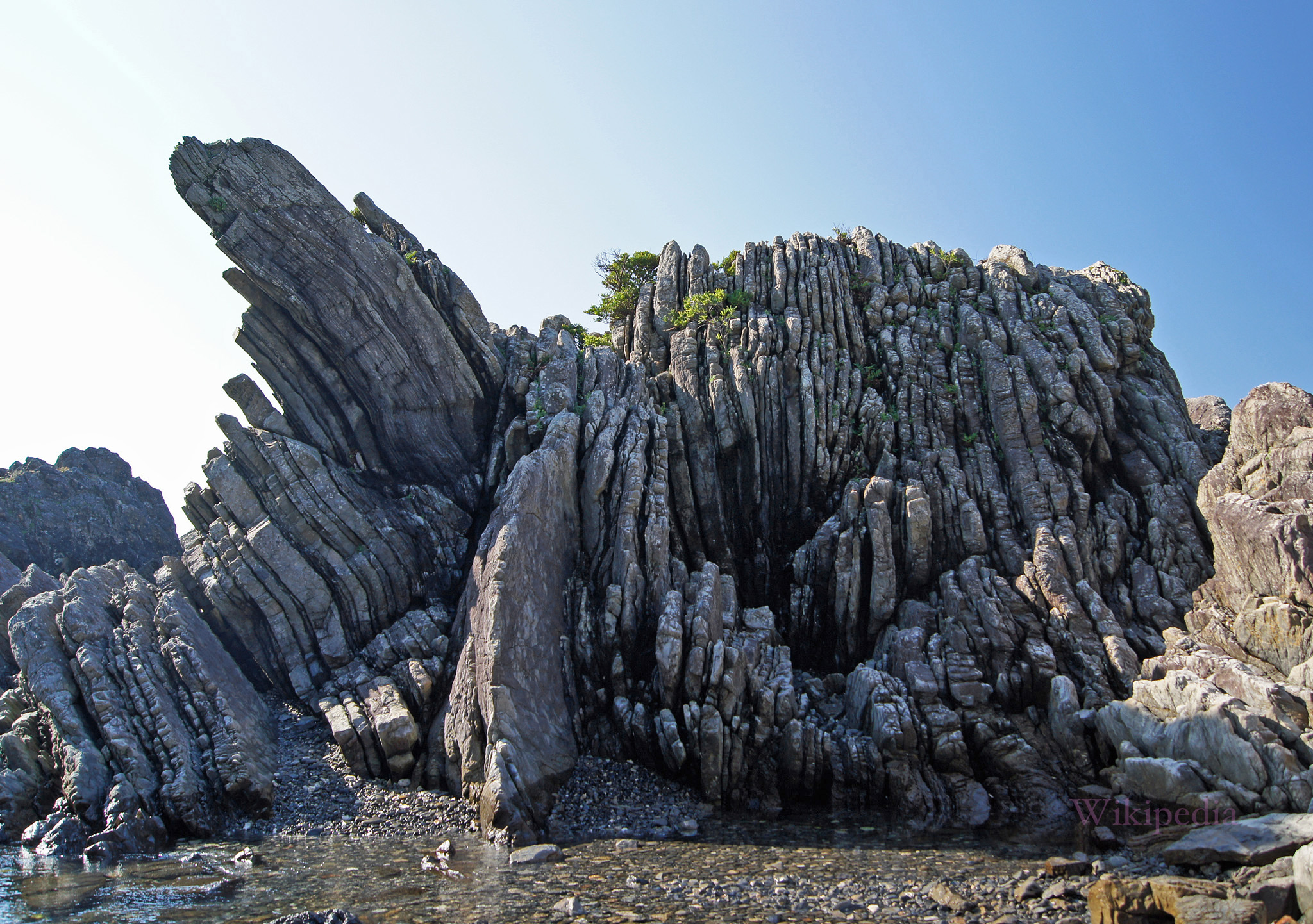
Turbidit am Kap Muroto

Das Gebiet am Kap Muroto wurde 2011 in das Global Network of National Geoparks aufgenommen. Seit 2015 ist es mit einer Fläche von 248,2 km² als UNESCO Global Geopark ausgewiesen. Der einige hundert Kilometer vor dem Kap gelegene Nankai-Graben bildet eine Subduktionszone, die durch die Subduktion der philippinischen Platte unter Japan, das Teil der eurasischen Platte ist, verursacht wird. Das keilförmige Kap von Muroto wurde so durch die Subduktion der ozeanischen Platte und die Hebung von Land gebildet und wird weiterhin in 1000 Jahren um 1 bis 2 m angehoben, was zu den weltweit höchsten Anhebungsraten gehört. Der Geopark wird von einem Akkretionskeil aus dem späten Paläogen bis frühen Neogen unterlagert, der an der Plattengrenze gebildet wurde. Der Subduktionsprozess verursachte auch ein Eindringen von Gabbro und eine schwache Metamorphose in den Sandstein- und Tonsteinschichten.  Die Insel Shikoku ist auch von einer Ost-West-Kompression betroffen, die neben der Anhebung des Kaps Muroto und des Kaps Ashizuri ein Absinken der Tosa-Bucht auslöst. Die tektonische Situation verursacht in der Region Erdbeben, die von Tsunamis begleitet werden können.
In der Nähe der Küste bildeten sich in der letzten Zwischeneiszeit vor 125.000 Jahren Meeresterrassen, mit Ebenen auf 180 m über dem heutigen Meeresspiegel. Besucher des Geoparks können u. a. Fossilien von Unterwasserorganismen und Turbidite sehen.

## Landmarken
Auf dem Berg an der Landspitze befindet sich auf 151 m der weiße Kap-Muroto-Leuchtturm, der am 1. April 1889 fertig gestellt wurde. Mit einem Linsendurchmesser von 2,6 m erreicht der Lichtstrahl des Leuchtturms eine Entfernung von bis zu 49 km. Südwestlich steht eine Bronzestatue von Nakaoka Shintarō, einem Samurai, der im 19. Jahrhundert gegen das Tokugawa-Shōgunat kämpfte. An der Südostseite des Kaps befindet sich der Strand Tsukimigahama („Mondbetrachtungsstrand“) und nördlich davon ein Denkmal für Kriegsgefallene. Weiter nördlich im bergigen Landesinneren befindet sich zudem der Hotsumisaki-ji, ein Tempel des Shingon-Buddhismus gehört. In der traditionellen Zählung ist er der 24. Tempel des Shikoku-Pilgerwegs.

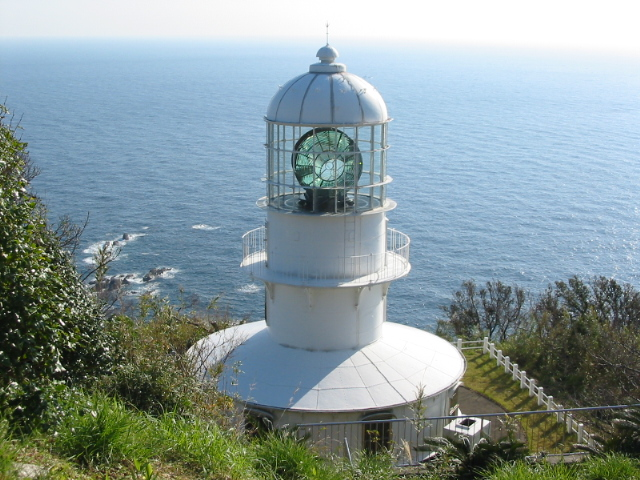
Murotomisaki-Leuchtturm
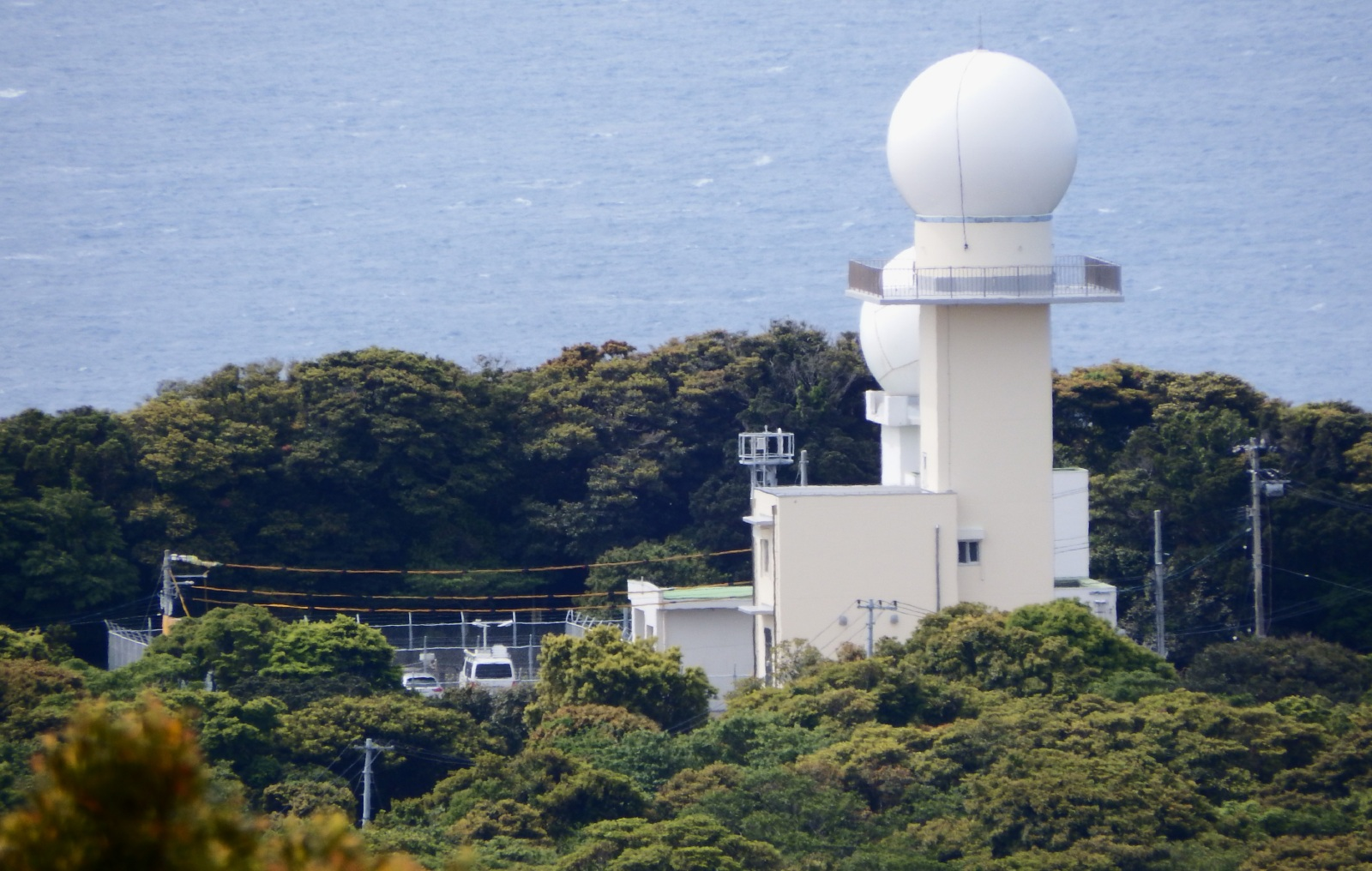
Observatorium
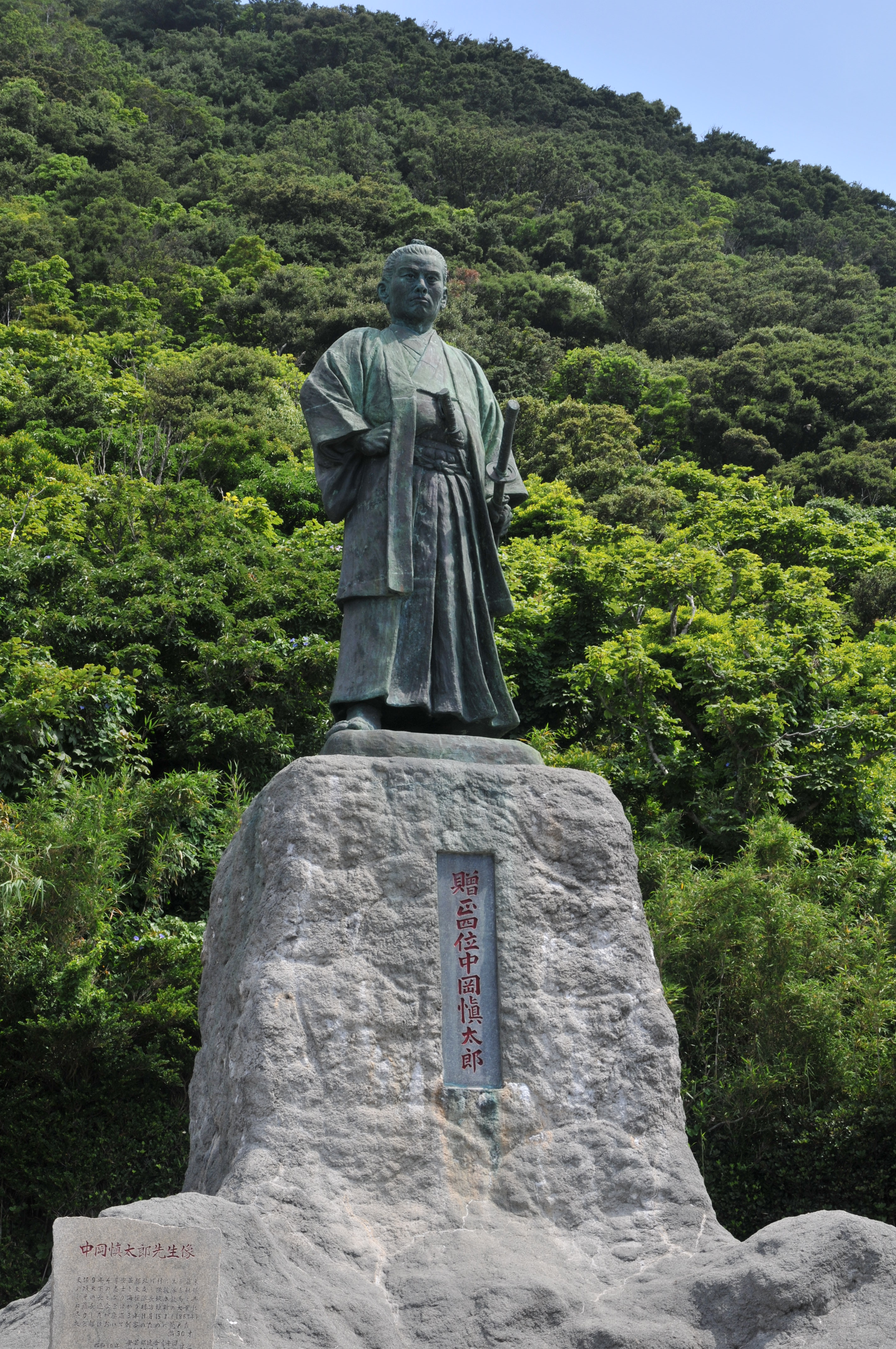
Statue von Nakaoka Shintarō
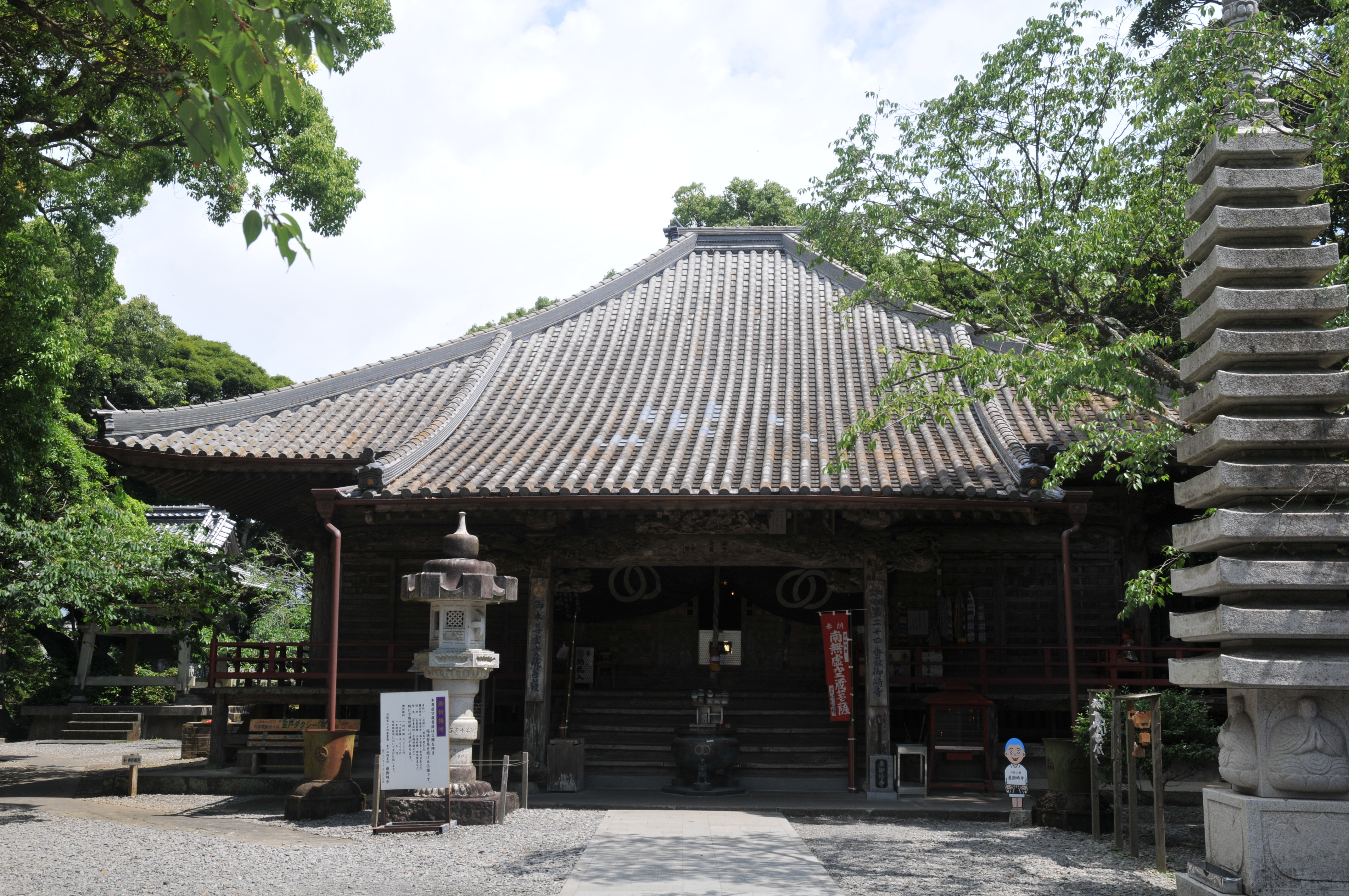
Haupthalle des Hotsumisaki-ji
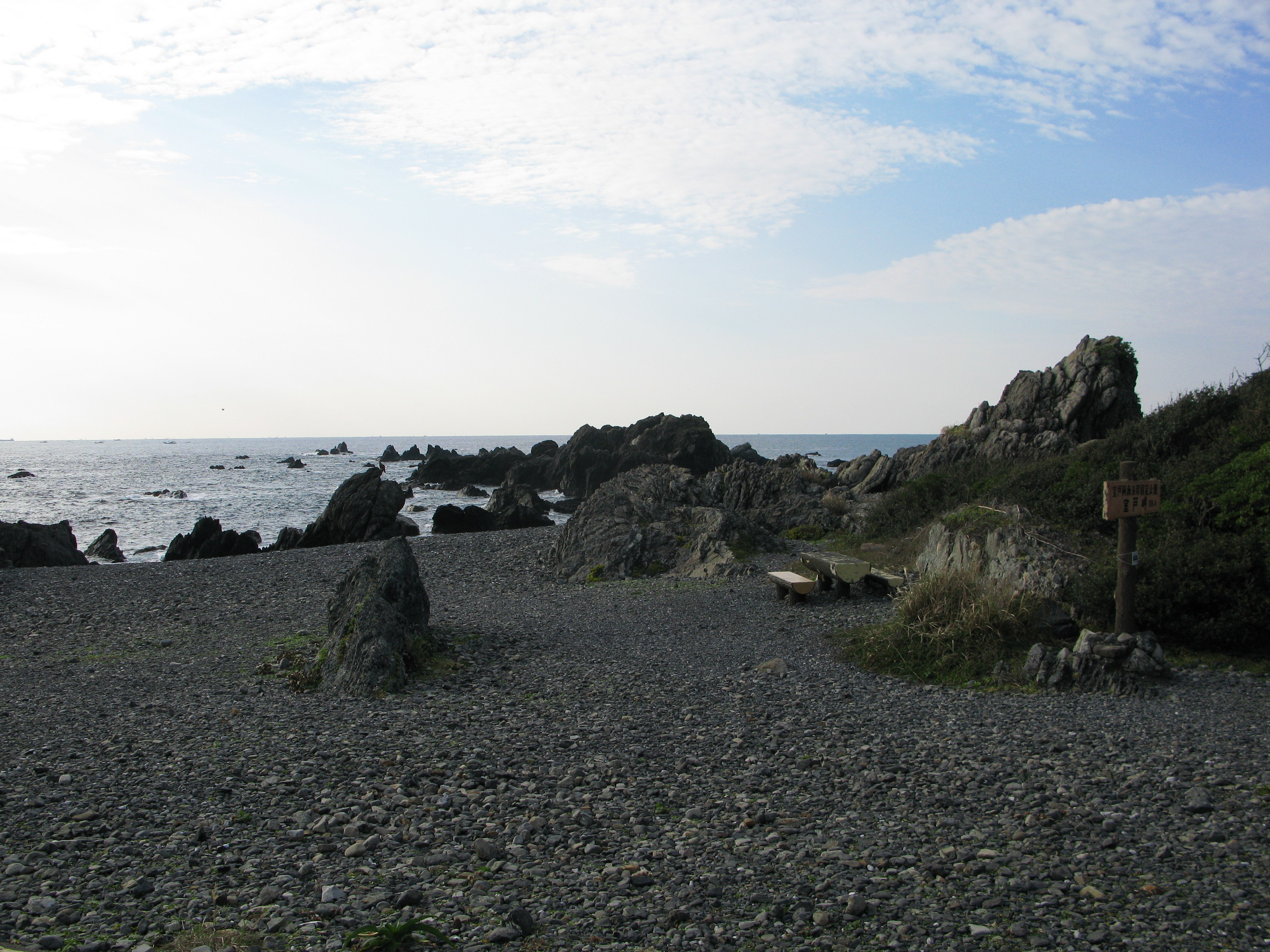
Tsukimigahama

## Flora und Fauna

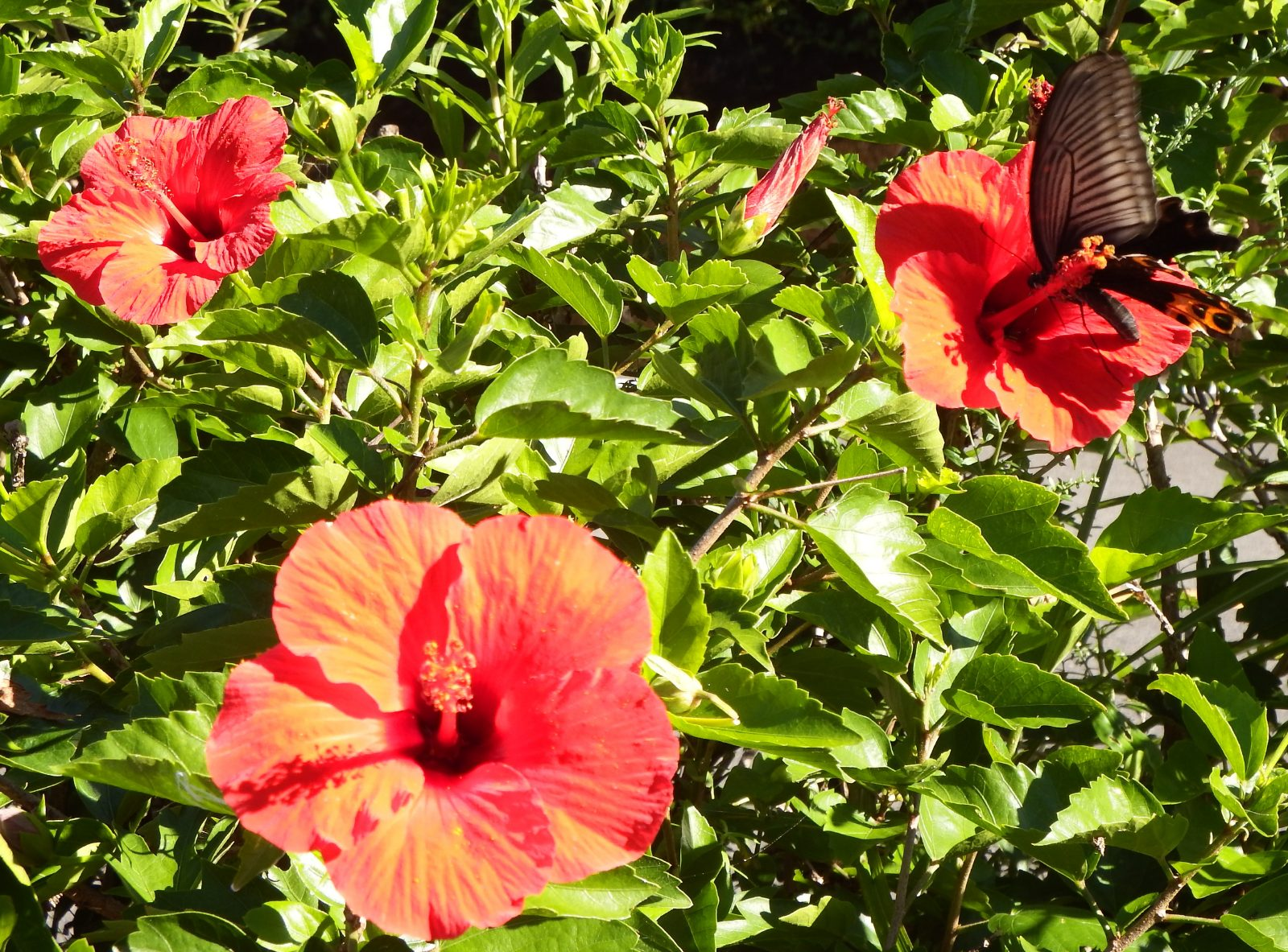
Schmetterling auf Chinesischem Roseneibisch (Hibiskus)

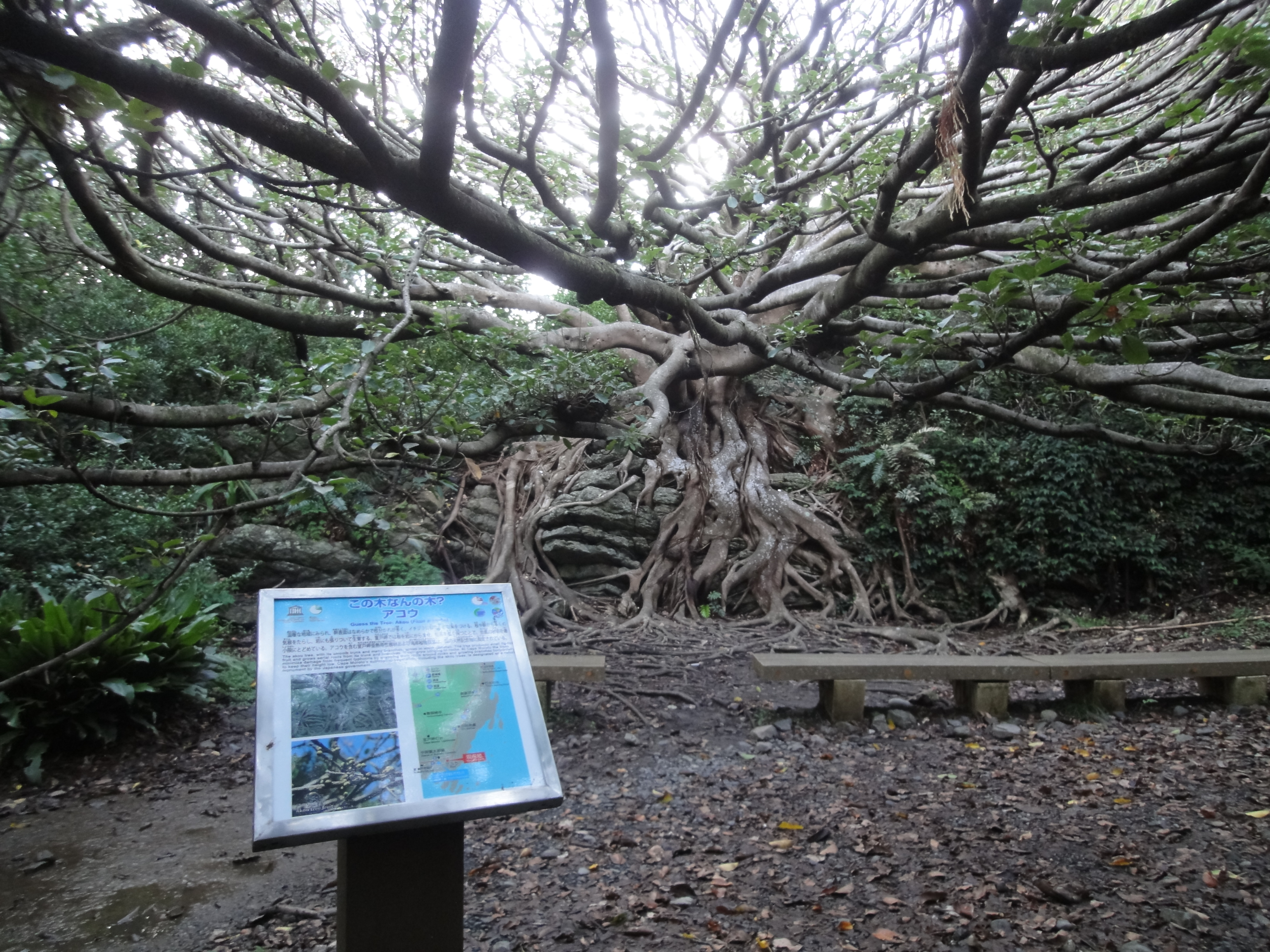
Ficus superba var. japonica (jap. „Akō“) am Kap

Das Küstengebiet um Kap Muroto ist als Ecologically or Biologically Significant Marine Area (EBSA) Japans gelistet. Innerhalb der 36 km² großen Fläche finden sich 0,1 km² Korallenriffe und 1,7 km² Tangwäldern. Letztere erstrecken sich von Sakihama bis in die Nähe des Kaps und bestehen aus typischen Arten wie der Braunalge Ecklonia kurome. Die Küste ist entlang 2,9 km bzw. zu 13,1 % als natürliche Küste klassifiziert.
An Land wächst Küsten- und subtropische Vegetation. So sind an Wildblumen u. a. Aloen, Hakenlilien und die Leimkräuterart Silene keiskei var. minor (jap. „Hiranji“) verbreitet. Zudem gibt es mehrere Chrysanthemenarten, die nur in dieser Region vorkommen. An der Sakamoto-Küste wächst auffällig rotblühender Hibiskus. Das bergige Landesinnere des Kaps ist dicht mit immergrünem subtropischen Wald bedeckt. Dort wächst die im Japanischen „Akō“ genannte Feigenart Ficus superba var. japonica. Am Dannotani finden sich zahlreiche alte Zedern, die Stammumfänge on bis zu 13 m aufweisen. Zudem sind Silberbaumgewächse und die Magnolienart Magnolia compressa verbreitet und an den Berghängen wachsen Sumpffarngewächse wie Thelypteris acuminata und Cyclosorus interruptus. Die Pflanzengesellschaft am Kap Muroto wurde am 24. März 1928 als nationales Naturdenkmal ausgewiesen.
Zu den um das Kap beobachteten Vogelarten zählen die dort brütendenden Blaumerlen und Fischadler. Beide Arten kommen in Japan ganzjährig vor. Die Schmetterlingsart Parantica sita macht jährlich in Muroto auf ihrem langen Weg nach Süden Zwischenhalt.
Die Küstengewässer werden häufig von Walen aufgesucht und die Tangwälder sind eine wichtige Nahrungsquelle für Grüne Meeresschildkröten. Fische, die die Küstengewässer als Laichplätze nutzern, umfassen die Sardellenart Engraulis japonicus und die Stachelmakrelenart Seriola quinqueradiata sowie die Japanische Makrele, Scomber australasicus, Parapristipoma trilineatum, Etrumeus teres,  Trachurus japonicus und Sardinops melanostictus. Darüber hinaus ist die Küste ein wichtiger Teil des Verbreitungsgebiets von Lateolabrax latus und des von der Weltnaturschutzunion als gefährdet eingestuften Japanischen Riesenbarschs, der auf der nationalen Roten Liste Japans sogar als stark gefährdet gelistet wird. Weiterhin findet sich die Kalmarart Loligo bleekeri.